# كلايف شكسبير
كلايف شكسبير (بالإنجليزية: Clive Shakespeare)‏ هو منتج أسطوانات وعازف قيثارة أسترالي، ولد في 3 يونيو 1949 في ساوثهامبتون في المملكة المتحدة، وتوفي في 15 فبراير 2012 بسبب سرطان البروستاتا.

## وصلات خارجية
- كلايف شكسبير على موقع ميوزك برينز (الإنجليزية)
- كلايف شكسبير على موقع ديسكوغز (الإنجليزية)